# Тулата (Астраханская область)
Тулата — посёлок в Наримановском районе Астраханской области России, в Солянском сельсовете.

## География
Посёлок расположен в пределах западной ильменно-бугровой равнины, являющейся частью Прикаспийской низменности.
Уличная сеть не развита.

## Население
| 2002 | 2010 | 2013 | 2014 |
| ---- | ---- | ---- | ---- |
| 34   | ↗53  | →53  | →53  |

Национальный и гендерный состав
По данным Всероссийской переписи, в 2010 году численность населения посёлка составляла 53 человека (29 мужчин и 24 женщины, 54,7 и 45,3 %% соответственно)
Согласно результатам переписи 2002 года, в национальной структуре населения казахи составляли 57 %, чеченцы 43 % от общей численности в 35 человек

## Транспорт
Поселковые дороги.
Выезд на автодорогу федерального значения Р216 Калмычка